# Escuela Edmund Atkinson
La Escuela Edmund Atkinson es un edificio escolar ubicado en 4900 East Hildale Street en la ciudad de Detroit, en el estado de Míchigan (Estados Unidos). Actualmente está operando como Legacy Charter Academy. Fue incluida en el Registro Nacional de Lugares Históricos en 2011. 

## Historia
Edmund Atkinson fue un abogado de Detroit que se desempeñó en el consejo de la ciudad de 1900 a 1904 y trabajó como asistente del consejo de la corporación para la ciudad y para la Junta de Educación de Detroit. Su homónima, la Escuela Edmund Atkinson, fue diseñada como una escuela de unidades múltiples por el estudio de arquitectura de McGrath, Dohmen, & Page. La primera unidad se construyó en 1927 con capacidad para 580 alumnos desde jardín de infantes hasta octavo grado. Se inauguró al año siguiente y atendió a estudiantes que eran principalmente inmigrantes de primera generación de Europa del Este o Medio Oriente, así como a estudiantes afroamericanos.
La segunda unidad, que contiene un auditorio, un gimnasio, una sala de artes prácticas, tres salones de clase y una combinación de comedor/sala de juegos, se construyó en 1931. La tercera unidad planeada por McGrath, Dohmen y Page nunca se construyó; sin embargo, en 1955 se instaló un edificio temporal con dos aulas independientes y, para 1961, la escuela atendía a 880 estudiantes desde jardín de infantes hasta sexto grado. Las Escuelas Públicas de Detroit cerraron el edificio en 2007 y en 2010 lo vendieron a National Heritage Academy por 600 000 millones de dólares. Los nuevos propietarios invirtieron 6 millones de dólares para renovar el edificio y lo reabrieron en el otoño de 2010 como Legacy Charter Academy. La academia comenzó con los grados K-5 y se expandió a K-8.

## Descripción
La escuela Atkinson se construyó como dos unidades principales. La unidad original de 1927 es una estructura simétrica de dos pisos de ladrillo anaranjado y sillería de rango aleatorio, de estilo neogótico colegiado de cinco tramos de ancho. El tramo de entrada central tiene un vestíbulo saliente en el primer piso con un arco gótico compuesto arriba. Los tramos laterales tienen grandes aberturas con grupos de ventanas, mientras que los tramos exteriores tienen una sola ventana por piso. El lado del edificio contiene nueve tramos y una sola entrada.
La unidad de conexión de 1931, también de ladrillo naranja, comienza al final del segmento de nueve tramos de la primera unidad con un tramos en forma de torre que tiene grupos de ventanas y una tercera entrada. La unidad continúa con una elevación trasera de dos pisos. Todas las entradas y torres tienen cercos y cantoneras de piedra caliza.